# Luperus aetolicus
Luperus aetolicus es una especie de insecto coleóptero de la familia Chrysomelidae.
Fue descrita científicamente en 1861 por Kiesenwetter.